# Mysmenidae
Famille
Les Mysmenidae sont une famille d'araignées aranéomorphes.

## Distribution

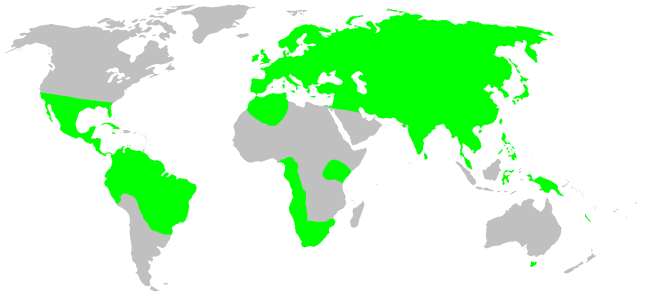
Distribution

Les espèces de cette famille se rencontrent en Amérique, en Asie, en Afrique, en Océanie et Europe.

## Description
Les espèces de cette famille mesurent moins de 3 mm

## Paléontologie
Cette famille est connue depuis le Paléogène.

## Liste des genres
Selon World Spider Catalog (version 24.5, 22/08/2023) :
- Brasilionata Wunderlich, 1995
- Chanea Miller, Griswold & Yin, 2009
- Chimena Lin & Li, 2022
- Drungena Lin & Li, 2023
- Gaoligonga Miller, Griswold & Yin, 2009
- Isela Griswold, 1985
- Maymena Gertsch, 1960
- Mengmena Lin & Li, 2022
- Microdipoena Banks, 1895
- Mosu Miller, Griswold & Yin, 2009
- Mysmena Simon, 1894
- Mysmeniola Thaler, 1995
- Mysmenopsis Simon, 1898
- Phricotelus Simon, 1895
- Simaoa Miller, Griswold & Yin, 2009
- Trogloneta Simon, 1922
- Yamaneta Miller & Lin, 2019

Selon World Spider Catalog (version 23.5, 2023) :
- † Dominicanopsis Wunderlich, 2004
- † Eomysmenopsis Wunderlich, 2004
- † Palaeomysmena Wunderlich, 2004

## Systématique et taxinomie
Cette famille a été décrite par Petrunkevitch en 1928 comme une sous-famille des Theridiidae.
Cette famille rassemble 188 espèces dans 17 genres actuels.

## Publication originale
- Petrunkevitch, 1928 : « Systema Aranearum. » Transactions of Connecticut Academy of. Arts and Science, vol. 29, p. 1-270.